# Aecidium disciforme
Aecidium disciforme är en svampart som beskrevs av McAlpine 1906. Aecidium disciforme ingår i släktet Aecidium, ordningen Pucciniales, klassen Pucciniomycetes, divisionen basidiesvampar och riket svampar.   Inga underarter finns listade i Catalogue of Life.